# Evergestis mimounalis
Evergestis mimounalis is een vlinder uit de familie van de grasmotten (Crambidae). De wetenschappelijke naam van de soort is voor het eerst gepubliceerd in 1922 door Charles Oberthür.
De soort komt voor in Marokko.